# SV Teterow 90
Der SV Teterow 90 ist ein deutscher Fußballverein aus Teterow im Landkreis Rostock. Heimstätte der Mecklenburger ist das im Süden der Stadt gelegene Bergring-Stadion mit Rasenplatz, 400-m-Laufbahn und etwa 250 Sitzplätzen.

## Sportlicher Werdegang
Die Geschichte des Teterower Fußballs begann bereits im Jahre 1907 als Paul Netzeband den SV Germania Teterow gründete. Allerdings existierte der Verein wohl nur bis 1910, ehe er wieder aufgelöst wurde. Im Jahre 1912 wurde dann der SV Obotritia Teterow gegründet der bis 1945 bestand. Im Jahre 1920 erhielt Teterow mit dem Arbeiterclub ATV Vorwärts Teterow eine zweite Fußballmannschaft die sogar ziemlich erfolgreich sein sollte. Denn 1926 und 1930 wurde der Verein Landesmeister Mecklenburgs. Kurz nach dem Titelgewinn 1930 ging der ATV in den FSV Vorwärts Teterow über und wurde 1931 erneut Mecklenburgischer Meister. Mit der Machtergreifung der Nationalsozialisten 1933 wurde der Verein verboten und schließlich aufgelöst.
Die erste Nachkriegsmannschaft schickte sich als SG Vorwärts Teterow bis 1950 ins Rennen. Danach organisierten sich die Teterower Fußballer unter der Bezeichnung BSG Lokomotive Teterow als Betriebssportgemeinschaft der Deutschen Reichsbahn. Lok Teterow spielte bereits seit seiner Gründung im höherklassigen Fußball des Bezirkes Neubrandenburg eine Rolle, die BSG war Gründungsmitglied der 1952 entstandenen drittklassigen Bezirksliga Neubrandenburg.
1957 stieg Lokomotive Teterow aus der Bezirksliga ab, worauf die BSG mit Motor Teterow und Empor Teterow zur BSG Einheit Teterow fusionierte. Analog zu vielen anderen Sportgemeinschaften übernahm auch in Teterow die Stadtverwaltung die Mannschaft als Trägerbetrieb, und die BSG wurde wie alle DDR-Vereine der Verwaltung unter der Bezeichnung Einheit geführt. Sportlich kehrte der Erfolg mit dem 1958 erfolgten Wiederaufstieg schnell zurück. Bereits 1959 gelang der Einheit in der nun zweigeteilten Bezirksliga der erstmalige Staffelsieg. Im Kampf um die Neubrandenburger Bezirksmeisterschaft setzte sich Teterow gegen die in Vorpommern beheimatete ASG Vorwärts Löcknitz nach zwei Finalspielen (0:1/2:1) im Entscheidungsspiel im Neubrandenburger Harderstadion mit 2:0 durch und stieg somit in die zu dieser Zeit drittklassige II. DDR-Liga auf. Die neue Spielklasse erwies sich für Einheit Teterow als eine Nummer zu groß, mit lediglich zwölf Saisonpunkten folgte der postwendende Wiederabstieg.
Die Bezirksliga hielt Einheit Teterow noch bis in die Spielzeit 1967/68, in welcher der erneute Abstieg mit Vorwärts Eggesin-Karpin folgte. In der Saison 1970/71 folgte dann der Tiefpunkt mit dem Abstieg in die Kreisklasse. Dieses Gastspiel in der niedrigsten Liga dauerte aber nur ein Jahr denn mit dem Erringen des Kreismeistertitels stieg man sofort wieder in die Bezirksklasse auf. Danach gelang sogar zweimal 1976 und 1979 der Aufstieg in die Bezirksliga, dem aber der sofortige zweimalige Wiederabstieg folgte. In  den folgenden Jahren bis zur Wiedervereinigung 1990 versank der Teterower Fußball in den Niederungen der Bezirksklasse. 1984 wurde zudem eine erneute Namensänderung in BSG Motor Teterow vollzogen.
Nach der politischen Wende wurde dann am 24. Juli 1990 der Verein erneut umbenannt und firmiert seitdem unter dem Namen SV Teterow 90 e.V. Auf fußballerischer Ebene war der Verein zunächst bis 1991 in der Bezirksklasse Ost (ehem. Neubrandenburg) und bis 1994 in der Bezirksklasse Nord (ehem. Rostock) aktiv. Nachdem man 1994 in die Bezirksliga Nord aufsteigen konnte, erfolgte nur ein Jahr später der Aufstieg in die damals sechstklassige Landesliga West. Ab dem Spieljahr 2002/03 spielte der Verein in der Landesliga Ost der man bis zum Abstieg 2007 angehörte. Bis zur Spielklassenreform in Mecklenburg-Vorpommern 2009 (Auflösung der Bezirksligen und -klassen) spielten die Teterower in der Bezirksliga Nord und ab 2009/10 in der Landesklasse (8. Liga). Zwar gelang in der Spielzeit 2011/12 der souveräne Wiederaufstieg in die Landesliga Ost, dem aber als abgeschlagener Tabellenletzter in der darauffolgenden Saison der sofortige Wiederabstieg folgte. Seit 2013/14 spielt der SV Teterow 90 wieder in der achtklassigen Landesklasse.
In der wegen der COVID-19-Pandemie im März 2020 abgebrochenen Spielzeit 2019/20 belegte der SV Teterow 90 zum Zeitpunkts des Abbruches den 1. Platz. Aufgrund einer vom Landesfußballverband Mecklenburg-Vorpommern eingeführten Quotientenregelung behielten die Teterower den Spitzenplatz und stiegen wieder in die Landesliga (7. Liga) auf. Für die Saison 2020/21 wurde der SV Teterow 90 in die Landesliga Ost eingegliedert. In dieser erneut wegen der COVID-19-Pandemie bereits im November 2020 abgebrochenen Spielzeit belegten die Teterower nur den letzten Platz. Da aber aufgrund eines Beschlusses des Landesfußballverbandes Mecklenburg-Vorpommerns es keine sportlichen Absteiger in dieser Spielzeit gab, blieb der SV Teterow 90 auch in der Saison 2021/22 in der Landesliga Ost. Hier belegte man zur Winterpause mit nur zwei Saisonsiegen  auch nur den letzten Tabellenrang. Zwar gelang in der zweiten Saisonhälfte eine deutliche Leistungssteigerung, doch am Ende fehlte mit Platz 9 und 27 Punkten ein Zähler zum Klassenerhalt. So spielen die Teterower ab der Spielzeit 2022/23 wieder in der achtklassigen Landesklasse (Staffel 3) wo man am Saisonende den 9. Platz belegte. 

## Statistik
- Teilnahme II. DDR-Liga: 1960
- Teilnahme FDGB-Pokal: 1961/62 (eine Runde)

## Personen
- Gerd Kische begann seine Fußballkarriere bei der BSG Einheit, wurde später DDR-Oberligaspieler beim F.C. Hansa Rostock, war 63-facher Fußballnationalspieler und wurde Goldmedaillengewinner bei Olympia 1976.